# Compass Point Studios

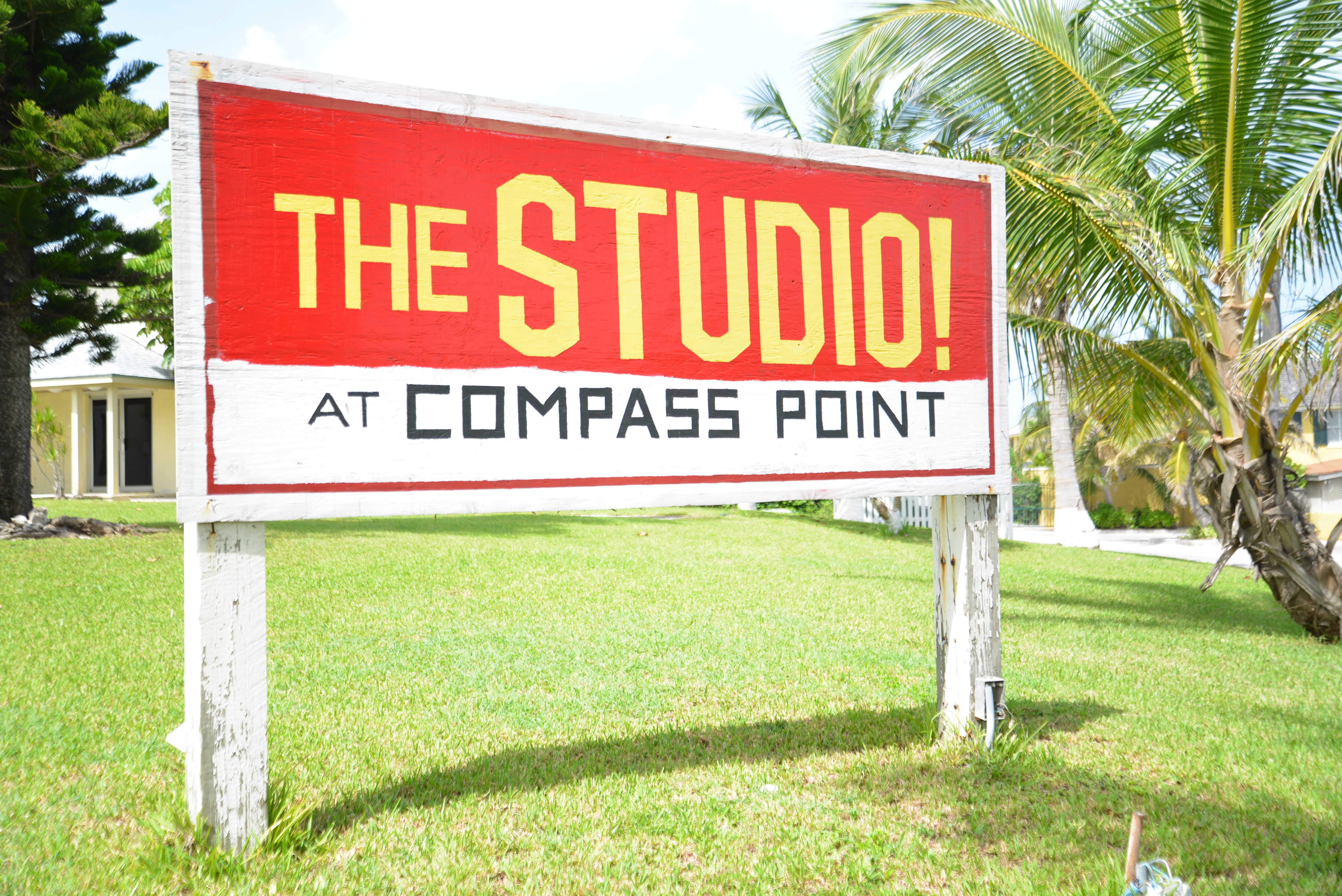
Compass Point Studios

Compass Point Studios é um famoso estúdio de gravação localizado nas Bahamas. Foi fundada em 1977 por Chris Blackwell, fundador da Island Records, e produtor de Bob Marley. 
Artistas como Dire Straits, Iron Maiden, Judas Priest, Grace Jones, AC/DC, The Rolling Stones, Talking Heads, Robert Palmer, Jimmy Buffett, The B-52's, Emerson, Lake & Palmer, Spandau Ballet, Thompson Twins, Roxy Music, Shania Twain, Shakira, The Tragically Hip, Mariah Carey, Madness, Céline Dion, Adele, Björk, Widespread Panic, R.E.M., Liz Phair, E.L.O., Joss Stone e U2 já gravaram lá. 
Os álbuns que a lendária banda de heavy metal, Iron Maiden gravou em Compass Point foram:  Piece of Mind em 1983, Powerslave de 1984, Somewhere in Time de 1986 e o álbum The Final Frontier de 2010.
O sucesso monumental Back In Black do AC/DC, foi gravado no Compass Point em 1980, e produzido por Robert John "Mutt" Lange.
Compass Point Studios é operado desde 1992 sob os auspícios do produtor musical Terry Manning e sua esposa Sherrie.
O estúdio foi fechado no final de setembro de 2010, segundo os responsáveis, por uma série de incidentes e acontecimentos sócio-políticos. Uma mensagem no site oficial agradece a todos aqueles que ajudaram a construir a história do estúdio, e diz que novas instalações serão construídas em algum outro lugar do planeta.